# (2244) Tesla
(2244) Tesla (1952 UW1) – planetoida z pasa głównego asteroid okrążająca Słońce w ciągu 4,72 lat w średniej odległości 2,81 au. Odkryta 22 października 1952 roku.